# 勒普莱西普拉西
勒普莱西普拉西（法語：Le Plessis-Placy，法語發音：[lə plɛsi plasi] ⓘ）是法国塞纳-马恩省的一个市镇，属于莫城区。

## 地理
勒普莱西普拉西（49°3'30"N, 2°59'23"E）面积8.2 平方千米，位于法国法蘭西島大區塞纳-马恩省，该省份为法国北部内陆省份，北起瓦兹省，西接埃松省、马恩河谷省、塞纳-圣但尼省和瓦兹河谷省，南至卢瓦雷省，东南接约讷省，东临马恩省和奥布省，东北接埃纳省。
与勒普莱西普拉西接壤的市镇（或旧市镇、城区）包括：米尔蒂安地区罗苏瓦、泰鲁阿讷河畔孔日、乌尔克河畔利济、米尔蒂安地区迈、米尔蒂安地区特罗西、万西-马讷夫尔。

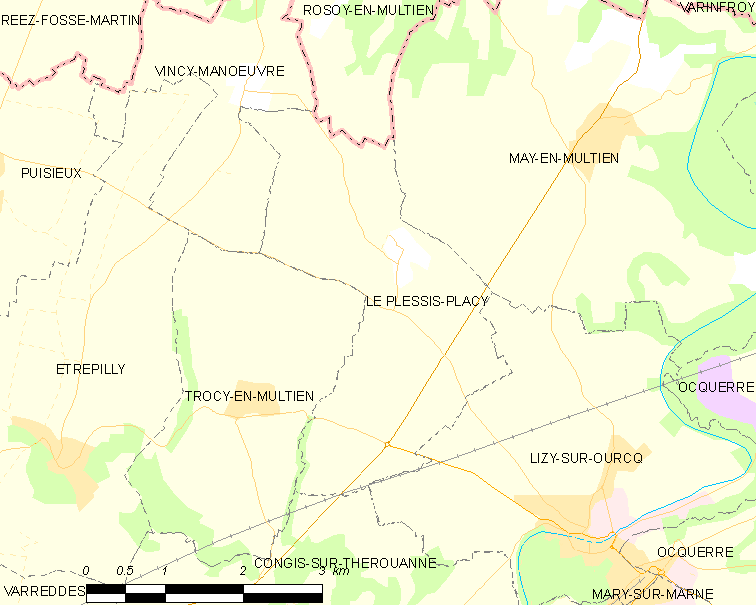
勒普莱西普拉西的OSM定位图

勒普莱西普拉西的时区为UTC+01:00、UTC+02:00（夏令时）。

## 行政
勒普莱西普拉西的邮政编码为77440，INSEE市镇编码为77367。

## 政治
勒普莱西普拉西所属的省级选区为拉费泰苏茹阿尔县。

## 人口

1962-2008年间勒普莱西普拉西人口变化图示

勒普莱西普拉西于2022年1月1日时的人口数量为296人。